# جو هیون وو
جو هیون وو (کره‌ای: 조현우؛ انگلیسی: Jo Hyun-woo؛ زادهٔ ۲۵ سپتامبر ۱۹۹۱) بازیکن فوتبال اهل کره جنوبی است.که در باشگاه فوتبال اولسان اچ‌دی در پست دروازه‌بان بازی می‌کند.